# Tokunagaia subulata
Tokunagaia subulata är en tvåvingeart som beskrevs av Liu och Wang 2006. Tokunagaia subulata ingår i släktet Tokunagaia och familjen fjädermyggor. Inga underarter finns listade i Catalogue of Life.